# Catephia leucomelas
Catephia leucomelas är en fjärilsart som beskrevs av Eugen Johann Christoph Esper. Catephia leucomelas ingår i släktet Catephia och familjen nattflyn. Inga underarter finns listade i Catalogue of Life.